# Přezdívka
Přezdívka je neoficiální jméno (či jeho podoba) nějaké konkrétní osoby (případně organizace atd.). Může se jednat o jméno domácké, popřípadě o nějakou formu zkomoleniny oficiálního jména občanského (hypokoristikon). Zpravidla se však jedná o oslovení pocházející z nějaké větší sociální, pracovní či společenské skupiny osob, která dotyčného zná (např. ve škole, skautské organizaci , sportovním oddíle, divadelním souboru, v hospodě, ve vězení, v armádě apod.). Přezdívka často popisuje nějaký zvláštní znak příslušné osoby, někdy se však jedná pouze o zkomoleninu jména nebo vtipnou kombinaci části jejího jména a povahového rysu.

## Původ přezdívek
V historii představuje přezdívka předstupeň vlastních jmen, jak je známe dnes. Jména u přírodních národů, jako jsou severoameričtí indiáni mají dodnes charakter přezdívky. To platí i pro subsaharské Afričany, australské Aborigince, obyvatele Oceánie nebo Sibiře. Také arabská, indická, čínská nebo japonská jména mají často podobu stručné charakteristiky nebo tzv. nomen omen
Mnohá současná jména vznikla původně jako přezdívka určité osoby – např. Petr (skála, kámen) byla původně pouze přezdívka apoštola Šimona, který ji dostal za svou pevnost, neochvějnost ve víře. Rovněž valná většina příjmení vznikla původně jako přezdívky, jimiž byli odlišováni např. nositelé stejného jména, žijící v jedné vesnici. Příjmení-přezdívky vznikaly jednak podle fyzického vzhledu – (např. Malý, Tučný, Černý, Ryšavý aj.), podle charakterových vlastností (např. Líný, Kluge, Liška, Mazák). podle povolání (např. Kovář, Řezníček, Kadlec, Procházka), místa, kde žili nebo odkud se přistěhovali (např. Horák, Doležal, Zápotocký), podle podobnosti se zvířaty, stromy aj.

## Další typy přezdívek
Na rozdíl od uměleckého pseudonymu, jejž si každý tvůrce obvykle vymýšlí sám o své svobodné vůli, přezdívky obvykle vymýšlejí a zavádějí lidé z okolí, a to někdy v dohodě s těmi, jichž se týkají, a jindy jsou dotčené osobě dokonce i vnuceny proti její vůli nebo používány bez jejího vědomí. Ve starších textech se nazývá tato přezdívka příslotek (Jedná se například o přezdívky, kterými děti ve škole označují své učitele nebo vězni své dozorce).
Zvláštní kategorií přezdívek či pseudonymů jsou krycí jména používaná při špionáži a v praxi tajných policií a tajných bezpečnostních služeb. Na rozdíl od všech oficiálních křestních jmen a příjmení osob bývají povětšinou přezdívky (jakož i pseudonymy a krycí jména) známy pouze omezenému okruhu osob. Mezi zvláštní přezdívky patří také tzv. indiánská jména (bojová jména) užívaná v hnutí woodcraft a dalších příbuzných spolcích.
Přezdívky používané v internetových diskusích, chatech a komunikačních programech (ICQ, Skype atd.) se někdy označují jako nick (z anglického nickname). Zde si však zpravidla svůj nick uživatelé Internetu určuji sami podle své vůle. Někdy mohou mít tzv. nicky obecnou podobu tzv. uživatelského jména v nějakém větším informačním systému.
Roli zčásti podobnou přezdívce mají v církvi řeholní jména, která lidem vstupujícím do řádu zpravidla vybírá jejich představený a která mají vyjádřit začátek nové životní etapy a (podobně jako křestní a biřmovací jména) vyjádřit patronát určitého světce. Podobná praxe je i v mnoha různých dalších náboženských, zájmových i jiných komunitách.

## Příklady přezdívek
- Stupor mundi – římskoněmecký císař Fridrich II. Sicilský
- Poslední rytíř – římskoněmecký císař Maxmilián I. Habsburský
- Sissi – rakouská císařovna a předposlední česká královna Alžběta Bavorská
- Starý či Starej Procházka – rakouský císař František Josef I.
- Protentokrát – dobová přezdívka pro Protektorát Čechy a Morava
- Fronta na maso – hanlivá přezdívka Stalinova pomníku v Praze na Letné
- Jestřáb – Jaroslav Foglar
- Lanďák – Pavel Landovský (pěkný příklad na hypokoristikon, tj. přezdívka odvozená z příjmení osoby)
- Dominátor – Dominik Hašek přezdívka českého hokejového brankáře, hypokoristikon

Přezdívky se nemusejí týkat jen jména konkrétní osoby, podobná označení existují i pro skupiny obyvatel, geografické útvary apod. – Perníkáři – obyvatelé města Pardubic, Taliáni – Italové, Země vycházejícího slunce – Japonsko, Večernice – Venuše.